# Londonkonventionen
Londonkonventionen var en aftale indgået i 1884 mellem Storbritannien som den største magt i det sydlige Afrika, og Sydafrikanske republik (ellers kendt som Transvaal). Londonkonventionen overtog for Pretoriakonventionen fra 1881.
Aftalen styrede forholdene mellem SAR og Storbritannien efter at Transvaal blev tilbageført efter første boerkrig. Den havde en indbygget del af den tidligere Pretoriakonvention, men ekskluderede visse bestemmelser:
- Storbritanniens påstand om herredømmet i introduktionen
- Storbritanniens ret til at intervenere for at beskytte rettighederne til den indfødte befolkning

Londonkonventionen forblev grundlaget for relationerne mellem Storbritannien og SAR frem til 1899 da anden boerkrig brød ud. Ved krigens slutning i 1902, sluttede SAR at eksistere som uafhængig stat og blev i stedet den britiske kronkoloni Transvaal. I 1907 fik Transvaal selvstyre under kronen, og i 1910 sluttede den sig til Kapkolonien, Orange River Colony og Natalkolonien og dannede Unionen Sydafrika.